# 트라이펩타이드

녹색으로 표시된 아미노 말단(L-발린)과 파란색으로 표시된 카복시 말단(L-알라닌)을 가지고 있는 트라이펩타이드 (예:Val-Gly-Ala)

트라이펩타이드(영어: tripeptide)는 2개 또는 때때로 3개의 펩타이드 결합으로 연결된 3개의 아미노산으로부터 유래된 펩타이드이다. 단백질의 경우 펩타이드의 기능은 구성하는 아미노산과 아미노산의 서열에 따라 결정된다. 가장 단순한 트라이펩타이드는 글리실글리실글리신이다. 과학적 조사 측면에서 지배적인 트라이펩타이드는 글루타티온((γ-L-글루타밀-L-시스테이닐글리신)이며, 글루타티온은 다양한 형태의 생명체에서 많은 역할을 수행한다.

## 예
- 아이제닌(pGlu-Gln-Ala-OH)은 해조류인 대황(Eisenia bicyclis)에서 분리된 면역학적 활성을 가지고 있는 펩타이드이다.
- 구리 펩타이드 GHK-Cu(글리실-L-히스티딜-L-리신)은 상처 치유 및 피부 재생 활성을 가지고 있는 사람의 구리 결합 펩타이드로, 노화 방지 화장품에 사용되며 보다 일반적으로 구리 펩타이드라고 불린다.
- 락토트라이펩타이드(Ile-Pro-Pro 및 Val-Pro-Pro)는 유제품에서 발견되며, ACE 저해제로 작용한다.
- 류펩틴(N-아세틸-L-류실-L-류실-L-아르지닌알)은 칼파인의 저해제로도 작용하는 프로테이스 저해제이다.
- 멜라노스타틴(프롤릴-류시실-글리신아마이드)은 시상하부에서 생성되는 펩타이드 호르몬으로 멜라닌세포자극호르몬(MSH)의 방출을 억제한다.
- 오프탈민산(L-γ-글루타밀-L-α-아미노뷰티릴-글리신)은 수정체에서 분리된 글루타티온의 유사체이다.
- 노로프탈산(y-글루타밀-알라닐-글리신)은 수정체에서 분리된 글루타티온의 유사체(L-시스테인이 L-알라닌으로 치환됨)이다.
- 갑상샘자극호르몬 방출호르몬(TRH, 티롤리베린 또는 프로티렐린) (L-피로글루타밀-L-히스티디닐-L-프롤린아마이드)는 뇌하수체 전엽에서 갑상샘자극호르몬과 프로락틴의 방출을 자극하는 펩타이드 호르몬이다.
- ACV(δ-(L-α-아미노아디필)-L-Cys-D-Val)는 페니실린 및 세팔로스포린의 주요 생합성 전구체이다.

## 같이 보기
- 다이펩타이드
- 테트라펩타이드
- 올리고펩타이드
- 폴리펩타이드